# 第49回ベルリン国際映画祭
第49回ベルリン国際映画祭は1999年2月10日から21日まで開催された。

## 概要
2000年からは映画祭の会場がポツダム広場に移されることになり、クァフュルステンダム(Kurfürstendamm)で行われるのは最後となった。
コンペティション部門には24本の長編と10本の短編が出品され、ヨーロッパ映画の評価が高かったものの、金熊賞にはテレンス・マリックの20年ぶりのアメリカ映画『シン・レッド・ライン』が輝いた。

## 受賞
- 金熊賞：『シン・レッド・ライン』(テレンス・マリック)
- 銀熊賞
  - 審査員特別賞：『ミフネ』 (ソーレン・クラーク＝ヤコブセン)
  - 監督賞：スティーヴン・フリアーズ (『ハイロー・カントリー』)
  - 男優賞：ミヒャエル・グヴィスデク (『Nachtgestalten』)
  - 女優賞：ユリアーネ・ケーラー、マリア・シュラーダー (『Aimée & Jaguar』)
  - 芸術貢献賞：デヴィッド・クローネンバーグ (『イグジステンズ』)

## 上映作品

### コンペティション部門
長編映画のみ記載。アルファベット順。邦題がついていない場合は原題の下に英題。
| 題名 原題                                                       | 監督                           | 製作国                            |
| --------------------------------------------------------------- | ------------------------------ | --------------------------------- |
| 39 刑法第三十九条                                               | 森田芳光                       | 日本                              |
| 8mm 8MM                                                         | ジョエル・シュマッカー         | アメリカ合衆国                    |
| Aimée & Jaguar                                                  | マックス・フェルバーベック     | ドイツ                            |
| 嘘の心 Au coeur du mensonge                                     | クロード・シャブロル           | フランス                          |
| ブレックファースト・オブ・チャンピオンズ Breakfast of Champions | アラン・ルドルフ               | アメリカ合衆国                    |
| クッキー・フォーチュン Cookie's Fortune                         | ロバート・アルトマン           | アメリカ合衆国                    |
| セット・ミー・フリー Emporte-moi (Set Me Free)                  | レア・プール                   | スイス カナダ フランス            |
| スカートの奥で Entre las piernas                                | マヌエル・ゴメス・ペレイラ     | スペイン フランス                 |
| イグジステンズ eXistenZ                                         | デヴィッド・クローネンバーグ   | カナダ イギリス                   |
| Glória                                                          | マヌエラ・ヴェガス             | ポルトガル フランス スペイン      |
| 遥かなるクルディスタン Günese yolculuk                          | イエスィム・ウスタオウル       | トルコ オランダ ドイツ            |
| Karnaval                                                        | トーマス・ヴィンセント         | フランス ドイツ ベルギー スイス   |
| Kesher Ir (Urban Feel)                                          | ジョナサン・シーガル           | イスラエル                        |
| La Guerre dans le Haut Pays (War in the Highlands)              | フランシス・ロイセール         | スイス フランス ベルギー          |
| 美しき虜 La niña de tus ojos                                    | フェルナンド・トルエバ         | スペイン                          |
| ミフネ Mifunes sidste sang                                      | ソーレン・クラーク＝ヤコブセン | デンマーク スウェーデン           |
| Nachtgestalten (Nightshapes)                                    | アンドレアス・ドレーゼン       | ドイツ                            |
| マイ・ハート、マイ・ラブ Playing by Heart                       | ウィラード・キャロル           | イギリス アメリカ合衆国           |
| 千言萬語 千言萬語                                               | アン・ホイ                     | 香港                              |
| 恋におちたシェイクスピア Shakespeare in Love                    | ジョン・マッデン               | アメリカ合衆国 イギリス           |
| Simon Magus                                                     | ベン・ホプキンス               | イギリス アメリカ合衆国 ドイツ 他 |
| ハイロー・カントリー The Hi-Lo Country                          | スティーヴン・フリアーズ       | アメリカ合衆国 イギリス ドイツ    |
| シン・レッド・ライン The Thin Red Line                          | テレンス・マリック             | アメリカ合衆国                    |
| 季節の中で Three Seasons                                        | トニー・ブイ                   | ベトナム アメリカ合衆国           |
| 今日から始まる Ça commence aujourd'hui                          | ベルトラン・タヴェルニエ       | フランス                          |

### コンペティション外
- ブエナ・ビスタ・ソシアル・クラブ – ヴィム・ヴェンダース (ドイツ)
- パラサイト – ロバート・ロドリゲス (アメリカ)
- 母の眠り – カール・フランクリン (アメリカ)

## 日本映画
コンペティション部門に森田芳光の『39 刑法第三十九条』が出品されたが、受賞はならなかった。
そのほかにはパノラマ部門で相米慎二の『あ、春』、沖浦啓之の『人狼 JIN-ROH』、フォーラム部門で森達也の『A』、矢口史靖の『アドレナリンドライブ』、田辺誠一の『DOG-FOOD』、黒沢清の『ニンゲン合格』が上映された。

## 審査員
- アンヘラ・モリーナ (スペイン/女優)
- カーチャ・フォン・ガルニエル (ドイツ/監督)
- アッシ・ダヤン (イスラエル/俳優)
- ピエール＝ヘンリ・ドゥロー (フランス/俳優)
- ミシェル・ヨー (マレーシア/女優)
- ケン・アダムス (イギリス/プロダクション・デザイナー)
- パウロ・ブランコ (ポルトガル/プロデューサー)
- ヘルムート・カラゼク (チェコ/作家)